# Camp Lejeune
Marine Corps Base Camp Lejeune er en amerikansk militærbase der er hjemsted for det amerikanske marinekorps II Marine Expeditionary Force (II MEF), 2. Marine Division, tre andre større marinekorps kommandoer og et flådehospital. Basen ligger i Onslow County nær Jacksonville i North Carolina, ved den amerikanske atlanterhavskyst. Onslow County har 143,491 indbyggere, af hvilke 43,100 er ansat i militæret.
Basen fylder 637 km², og indeholder 6,946 bygninger.[kilde mangler] Basens 23 km kystlinje giver rig mulighed for træning af amfibiekrigsførelse. Beliggenheden mellem to større havne, Wilmington og Morehead City, giver marinekorpset mulighed for hurtigt at sende soldater af sted.
Hovedbasen suppleres af fire omgivende baser, Camp Geiger, Stone Bay, Courthouse Bay og Camp Johnson samt træningsområdet Greater Sandy Run. Dette gør basen til den største koncentration af flåde og marinekorps personnel i verden.